# 哀しくてジェラシー
「哀しくてジェラシー」（かなしくてジェラシー）は、チェッカーズの3枚目のシングル。1984年5月1日にキャニオン・レコード（現・ポニーキャニオン）からリリースされた。

## 概要
オリコンチャートにおいて初の週間1位を獲得。売上枚数は66.2万枚。
デビューシングル「ギザギザハートの子守唄」、前作の「涙のリクエスト」、そして今回のシングル「哀しくてジェラシー」の3曲が、「ザ・ベストテン」などの音楽番組でTOP10内に同時ランクインした記録をもつ。なお同番組の1984年末の年間ベストテンは第3位だった（年間2位が「涙のリクエスト」、年間7位が「星屑のステージ」と3曲が年間ベストテン入りした）。
本作からチェッカーズ専用のペーパースリーブが導入される。初回プレス盤のみ、レーベル部分が見える穴開き部分の無いペーパースリーブ。

## 収録曲
1. 哀しくてジェラシー
作詞：売野雅勇／作曲・編曲：芹澤廣明
  - 他の初期シングル曲はコンサートで歌われた回数が非常に多く、映像化も多くされている中、この曲は何故か歌唱回数とそれに伴う映像化が極端に少なく、1988年の″SCREW Summer TOUR″、その後の″東京ドームTOUR″を最後に解散までテレビ、ライブ共に1度も歌われることはなかった。チェッカーズのコンサート全体で見ると6回歌われたが映像化されているのは2回のみ。他の初期シングルと比べるとギザギザハートの子守唄が15回、涙のリクエストが9回、星屑のステージが8回、「ジュリアに傷心」が10回となっている。
  - 近年に番組やF-BLOODのライブで上記の初期シングルが次々と歌われている中、この曲は1999年のテレビでのメドレー式のサビのみの披露以降一切歌われていなかったが、2023年に鶴久がゲスト出演したテレビ番組「新・乃木坂スター誕生!」で歌唱した。
2. サマーガーデン
作詞：売野雅勇／作曲：武内享／編曲：芹澤廣明
  - 鶴久政治のソロ曲。